# Adıyaman (circonscription électorale)
Pour les articles homonymes, voir Adıyaman (homonymie).
La circonscription électorale d'Adıyaman correspond à la province du même nom et envoie cinq députés à la Grande Assemblée nationale de Turquie.

## Composition
La circonscription d'Adıyaman est divisée en 9 districts (ilçe). Chaque district est composé d'un chef-lieu et de municipalités (communes et villages).

## Résultats électoraux

### Élections législatives de juin 2015
| Partis                   | Partis                                        | Voix | %   | Sièges | +/-           | Élus                                                             |
| ------------------------ | --------------------------------------------- | ---- | --- | ------ | ------------- | ---------------------------------------------------------------- |
|                          | Parti de la justice et du développement (AKP) |      |     | 4      |               | Ahmet Aydın, Adnan Boynukara, İbrahim Halil Firat et Salih Firat |
|                          | Parti démocratique des peuples (HDP)          |      |     | 1      | Nv.           | Behçet Yıldırım                                                  |
|                          |                                               |      |     |        |               |                                                                  |
| Total                    | Total                                         |      | 100 | 5      | en stagnation | -                                                                |
| Inscrits / participation |                                               |      |     |        |               |                                                                  |

### Élections législatives de novembre 2015
| Partis                   | Partis                                        | Voix | %   | Sièges | +/-           | Élus                                                             |
| ------------------------ | --------------------------------------------- | ---- | --- | ------ | ------------- | ---------------------------------------------------------------- |
|                          | Parti de la justice et du développement (AKP) |      |     | 4      | en stagnation | Ahmet Aydın, Adnan Boynukara, İbrahim Halil Firat et Salih Firat |
|                          | Parti démocratique des peuples (HDP)          |      |     | 1      | en stagnation | Behçet Yıldırım                                                  |
|                          |                                               |      |     |        |               |                                                                  |
| Total                    | Total                                         |      | 100 | 5      | en stagnation | -                                                                |
| Inscrits / participation |                                               |      |     |        |               |                                                                  |

### Élections législatives de 2018
| Partis                   | Partis                                        | Voix    | %     | Sièges | +/-           | Élus                                                                 |
| ------------------------ | --------------------------------------------- | ------- | ----- | ------ | ------------- | -------------------------------------------------------------------- |
|                          | Parti de la justice et du développement (AKP) | 191 079 | 55,10 | 4      | en stagnation | Ahmet Aydın, İbrahim Halil Firat, Muhammed Fatih Toprak et Yakup Taş |
|                          | Parti démocratique des peuples (HDP)          | 53 444  | 15,41 | 0      | 1             |                                                                      |
|                          | Parti républicain du peuple (CHP)             | 41 796  | 12,05 | 1      | 1             | Abdurrahman Tutdere                                                  |
|                          | Parti d'action nationaliste (MHP)             | 31 716  | 9,17  | 0      | en stagnation |                                                                      |
|                          | Le Bon Parti (İYİ)                            | 18 278  | 5,27  | 0      | Nv.           |                                                                      |
|                          | Parti de la félicité (SP)                     | 5 626   | 1,62  | 0      | en stagnation |                                                                      |
|                          | Parti de la cause libre (HÜDA PAR)            | 4 262   | 1,23  | 0      | en stagnation |                                                                      |
|                          | Parti patriote (VATAN)                        | 599     | 0,17  | 0      | en stagnation |                                                                      |
|                          |                                               |         |       |        |               |                                                                      |
| Total                    | Total                                         | 346 800 | 100   | 5      | en stagnation | -                                                                    |
| Inscrits / participation | Inscrits / participation                      | 399 766 | 86,33 |        |               |                                                                      |

### Élections législatives de 2023
| Partis                   | Partis                                        | Voix    | %     | Sièges | +/-           | Élus                                                    |
| ------------------------ | --------------------------------------------- | ------- | ----- | ------ | ------------- | ------------------------------------------------------- |
|                          | Parti de la justice et du développement (AKP) | 170 133 | 52,22 | 4      | en stagnation | Resul Kurt, İshak Şan, Mustafa Alkayiş et Hüseyin Özhan |
|                          | Parti républicain du peuple (CHP)             | 60 957  | 18,71 | 1      | en stagnation | Abdurrahman Tutdere                                     |
|                          | Parti de la gauche verte (YSP)                | 39 118  | 12,01 | 0      | en stagnation |                                                         |
|                          | Nouveau parti de la prospérité (YRP)          | 15 406  | 4,73  | 0      | Nv.           |                                                         |
|                          | Parti d'action nationaliste (MHP)             | 14 070  | 4,32  | 0      | en stagnation |                                                         |
|                          | Parti de la grande unité (BBP)                | 3 192   | 0,98  | 0      | en stagnation |                                                         |
|                          | Parti de la victoire (ZP)                     | 2 061   | 0,63  | 0      | Nv.           |                                                         |
|                          | Parti de la patrie (M)                        | 1 489   | 0,46  | 0      | Nv.           |                                                         |
|                          | Parti de gauche (SOL)                         | 930     | 0,29  | 0      | en stagnation |                                                         |
|                          | Parti de la nation (MP)                       | 522     | 0,16  | 0      | en stagnation |                                                         |
|                          | Parti communiste de Turquie (TKP)             | 445     | 0,14  | 0      | en stagnation |                                                         |
|                          | Parti des droits et libertés (HAK)            | 395     | 0,12  | 0      | en stagnation |                                                         |
|                          | Le Bon Parti (İYİ)                            | 385     | 0,12  | 0      | en stagnation |                                                         |
|                          | Parti jeune (GP)                              | 346     | 0,11  | 0      | en stagnation |                                                         |
|                          | Parti de libération du peuple (HKP)           | 321     | 0,10  | 0      | en stagnation |                                                         |
|                          | Parti des travailleurs de Turquie (TIP)       | 313     | 0,10  | 0      | en stagnation |                                                         |
|                          | Parti patriote (VATAN)                        | 311     | 0,10  | 0      | en stagnation |                                                         |
|                          | Parti de l'union du pouvoir (GBP)             | 262     | 0,08  | 0      | Nv.           |                                                         |
|                          | Parti de l'innovation (YP)                    | 171     | 0,05  | 0      | Nv.           |                                                         |
|                          | Mouvement communiste (TKH)                    | 118     | 0,04  | 0      | Nv.           |                                                         |
|                          | Parti de la justice (AP)                      | 21      | 0,01  | 0      | Nv.           |                                                         |
|                          | Parti de la justice et de l'unité (AB)        | 14      | 0,00  | 0      | Nv.           |                                                         |
|                          | Parti de la mère patrie (ANAP)                | 9       | 0,00  | 0      | en stagnation |                                                         |
|                          | Parti de la route nationale (MYP)             | 2       | 0,00  | 0      | Nv.           |                                                         |
|                          | Indépendants (Ind.)                           | 14 806  | 4,54  | 0      | en stagnation |                                                         |
|                          |                                               |         |       |        |               |                                                         |
| Total                    | Total                                         | 325 797 | 100   | 5      | en stagnation | -                                                       |
| Inscrits / participation | Inscrits / participation                      | 399 303 | 81,98 |        |               |                                                         |